# Graziano Trasmissioni
La Graziano Trasmissioni, chiamata anche Dana Graziano, è un'azienda italiana con sede a Rivoli vicino a Torino che produce riduttori, trasmissioni e relativa componentistica meccatronica.
L'azienda fornisce di trasmissioni e meccatronica per vetture sportive prodotte dalla McLaren, Ferrari, Lamborghini, Audi, Maserati, Alfa Romeo, Aston Martin e Mercedes-AMG.

## Storia
La Graziano Trasmissioni nacque nel 1951 come azienda familiare con 15 dipendenti da Carlo Graziano. Nel 1963 l'azienda si trasferì nell'attuale sede di Cascine Vica. L'azienda si è poi ampliata, aprendo uno stabilimento in India  nel 1999, un altro a Suzhou (Cina) nel 2006 e un terzo a Cerveny Kostelec (Repubblica Ceca).
Nel 1995 acquisisce la Ototrasm.
Nel 2007 si è fusa con la North American Fairfield, diventando Oerlikon Drive Systems, parte del gruppo Oerlikon. 
Nel 2015 l'azienda va in forte crisi.
Nel marzo 2019 una parte del Gruppo Oerlikon, inclusi i marchi Graziano e Fairfield, sono stati acquistati dalla Dana Incorporated.

## Collaborazioni e forniture
Dal 1996 inizia la collaborazione con Ferrari, sviluppano e fornendo i cambi per Ferrari 360, 612 Scaglietti, Enzo, F430 e 575M Maranello.
La Lamborghini Aventador utilizza un cambio a 7 marce semiautomatico a frizione singola costruito dalla Graziano. La Gallardo e la prima generazione di Audi R8 utilizzavano un cambio Graziano.
Il cambio DCT utilizzato nella Audi R8 di seconda generazione è stato sviluppato in collaborazione tra Audi con la Graziano. Viene costruito nello stabilimento di Luserna della Graziano per poi essere spedito allo stabilimento Volkswagen di Kassel in Germania, dove vengono aggiunti i moduli della frizione e della meccatronica. La trasmissione finita viene quindi inviata ad Audi che la assembla sulla vettura.
L'Aston Martin One-77, Vantage S, V8 Vantage, Aston Martin DB9 e Maserati GranTurismo S utilizzano delle trasmissioni transaxle della Graziano, mentre la Maserati Quattroporte, Coupé e Spyder Trofeo- GranSport avevano dei cambi manuali semiautomatici.
Dal 2011 inizia la fornitura per la McLaren. Tra le principali forniture, c'è il cambio a doppia frizione a sette rapporti utilizzato nella McLaren 12C e dalla 650S. Inoltre la Graziano fornisce ingranaggi, alberi di trasmissione e componentistica per veicoli agricoli e fuoristrada.